# Congregazione del ritiro
La Congregazione del Ritiro (in francese Congrègation de la Retraite) è un istituto religioso femminile di diritto pontificio.

## Storia
La congregazione deriva dalla casa per ritiri aperta nel 1665 a Vannes da Catherine de Francheville (1620-1689) per la diffusione della pratica degli esercizi spirituali tra le donne. Dopo qualche problema iniziale dovuto alla difficoltà di inquadrare giuridicamente l'opera, la congregazione venne approvata dal vescovo di Vannes il 5 agosto 1674 e ottenne il riconoscimento civile nel 1683 con lettere patenti di Luigi XIV.
L'opera si diffuse rapidamente in numerose città della Francia e del Belgio, ma le comunità di dame del Ritiro vennero tutte disperse con la Rivoluzione: alcune case si riorganizzarono nell'Ottocento (tra le prime quelle di Quimper) e diedero origine a diverse congregazioni.
L'11 maggio 1966 la Santa Sede decretò l'unione di tre congregazioni del Ritiro (quelle di Angers e Lannion, di diritto pontificio, e quella di Bruges, di diritto diocesano) in un unico istituto centralizzato con sede a Saint-Germain-en-Laye, in diocesi di Versailles.

## Attività e diffusione
Le religiose si dedicano all'opera dei ritiri e all'educazione della gioventù. La loro spiritualità è biblica e Ignaziana.
Le dame del Ritiro sono presenti in Belgio, Camerun, Cile, Francia, Irlanda, Mali, Paesi Bassi, Regno Unito; la sede generalizia è a Saint-Germain-en-Laye.
Alla fine del 2008 la congregazione contava 198 religiose in 32 case.